# Кабрал де Оливейра, Даниэл
Даниэ́л Кабра́л де Оливе́йра (порт.-браз. Daniel Cabral De Oliveira); родился 14 мая 2002 года, Мескита, штат Рио-де-Жанейро) — бразильский футболист, полузащитник клуба «Эштрела».

## Клубная карьера
Кабрал — воспитанник клубов «Тенис Мескита», «Каскадура» и «Фламенго». 29 октября 2020 года в поединке Кубка Бразилии против «Атлетико Паранаэнсе» он дебютировал в составе последних. В 2021 году Даниэл выиграл Лигу Кариока.

## Международная карьера
В 2019 году в составе юношеской сборной Бразилии Кабрал принял участие в юношеском чемпионате Южной Амеркии в Перу. На турнире он сыграл в матчах против команд Парагвая, Уругвая и Колумбии. В том же году Даниэл выиграл домашний юношеский чемпионат мира. На турнире он сыграл в матче против Чили, Канады, Новой Зеландии, Анголы, Италии, Франции и Мексики.

## Достижения
Клубные
 «Фламенго»
- Победитель Лиги Кариоки — 2021

Международные
 Бразилия (до 17)
- Победитель юношеского чемпионата мира — 2019